# Caloplaca awasthii
Caloplaca awasthii är en lavart som beskrevs av Y. Joshi & Upreti. Caloplaca awasthii ingår i släktet orangelavar och familjen Teloschistaceae.   Inga underarter finns listade i Catalogue of Life.